# Rabyně
Rabyně (en allemand : Rabin) est une commune du district de Benešov, dans la région de Bohême-Centrale, en République tchèque. Sa population s'élevait à 266 habitants en 2020.

## Géographie
Rabyně se trouve sur la rive droite de la Vltava, à 12 km à l'ouest-sud-ouest de Týnec nad Sázavou, à 19 km à l'ouest-nord-ouest de Benešov et à 30 km au sud de Prague.
Un barrage sur la Vltava construit sur les territoires de Slapy et Rabyně forme le réservoir de Slapy (Vodní nádrž Slapy).
La commune est limitée par Štěchovice, Krňany et Vysoký Újezd (district de Benešov) au nord, par Netvořice à l'est, par Neveklov à l'est et au sud, et par la Vltava et les communes de Čím, Buš et Slapy à l'ouest.

## Histoire
La première mention écrite de la localité date de 1227. Pendant la Seconde Guerre mondiale, le village a fait partie du terrain d'entraînement militaire des Waffen-SS de Benesov et ses habitants ont dû l'évacuer le 15 septembre 1942.